# كوشيرو فونياما
كوشيرو فونياما (باليابانية: 船川 航司朗) (26 فبراير 1994 في كاغوشيما في اليابان – )؛ هو لاعب كرة قدم كان يلعب كحارس مرمى.

## وصلات خارجية
- كوشيرو فونياما على موقع رابطة كرة القدم اليابانية للمحترفين (اليابانية)
- كوشيرو فونياما على موقع Soccerway.com (الإنجليزية)